# ラ・セーヌ＝シュル＝メール
ラ・セーヌ＝シュル＝メール （フランス語:La Seyne-sur-Mer、オック語プロヴァンサル方言:La Sanha de Mar、ミストラル語:La Sagno de Mar）は、フランス、プロヴァンス＝アルプ＝コート・ダジュール地域圏、ヴァール県の都市。

## 地理
ヴァール県南東部、地中海に面する。西のマルセイユと東のサントロペの中間に位置する。
コミューン内のサブレット地区は、マリーナと漁港のあるリゾート地である。
地中海性気候で、夏暑く冬は相対的に湿気が多く温暖である。港は時に強風に襲われることがあり、1983年11月28日に風速148kmを記録した。コミューンに吹き付けるミストラルを、北部のモール山地が遮る。平均気温は15.9℃で、霜が降りることはまれだが1986年2月10日に－7.5℃を記録したことがある。

## 歴史
ラ・セーヌとは、湾の付け根にある湿地帯に生えるアシを指す。この植物はシアーニュ（siagne）とも呼ばれ、時を経てラ・セーヌと呼ばれるようになった。憲章によると、ラ・セーヌの集落はかつてシス＝フールに属していた。
2世紀以上にわたり、ラ・セーヌには造船所があった。最初にできたのは1711年で、木造のボートを建造していた。19世紀半ばに造船業は発展を遂げ、この時代に金属製のボートがつくられるようになった。19世紀初頭に潜在的に汚染された製造活動（ハイドロカーボンや金属による）を経験し、その後ほとんどが組み立て作業となった。1848年に造船所は数千平方メートル以上拡張され、1300人が働いていた。1855年からフォルジュ・エ・シャンティエ・ド・ラ・メディテラネ社（fr）が製造部門を運営するようになった。会社は公民両方に船を建造することで業績を伸ばした。第二次世界大戦中の1944年4月29日、組み立て部門など一部が爆撃で被害を受けた。しかしその後再建され、1949年には25ヘクタールの拡張が行われた。オイルショック直前の1973年には、ラ・セーヌの造船所には5000人以上が雇用されていた。
1985年から活動は大幅に減り、1989年に最後の船が建造されて、ラ・セーヌの造船所は閉鎖された。経済活動の核を失い、他部門への転換と多様化が求められた。結果としてコミューンは海の観光に軸を移した。

## 交通
- 空港 - トゥーロン＝イエール空港（およそ32km離れている）
- 道路 - トゥーロンとマルセイユの間を走るA50
- 鉄道 - TERプロヴァンス＝アルプ＝コート＝ダジュール、ラ・セーヌ＝シス＝フール駅

## 出身の著名人
- バフェティンビ・ゴミス：サッカー選手
- ナンパリス・メンディ：サッカー選手
- ルイ・ヴォラ：演奏家

## 姉妹都市
- ブーティ、イタリア
- ベルジャーンシク、ウクライナ